# بید دورنگ
بید دورنگ (نام علمی: Salix bicolor) نام یک گونه از سرده بید است.